# 次渠駅
座標: 北緯39度48分15秒 東経116度35分30秒 / 北緯39.804052度 東経116.591678度
次渠駅（じきょえき）は北京市通州区に位置する北京地下鉄亦荘線と17号線の駅である。

## 駅構造
2路線とも島式ホーム1面2線を有する地下駅。

## 歴史
- 2010年12月30日 - 亦荘線開業。
- 2021年12月31日 - 17号線開業。

## 隣の駅
北京地下鉄
■亦荘線
次渠南駅 - 次渠駅 - 亦荘駅
■17号線
次渠北駅 - 次渠駅 - 嘉会湖駅